# 3. ŽNL Istarska 2017./18.
3. ŽNL Istarska  u sezoni 2017./18. predstavlja 3. rang županijske lige u Istarskoj županiji, te ligu sedmog ranga hrvatskog nogometnog prvenstva. Liga je bila podijeljena u tri skupine - Jug (10 klubova, prvak "Polet" iz Snašića), Sjever A (9 klubova, prvak "Moela" iz Umaga) te Sjever B (8 klubova, prvak "Istra" iz Tara.). Ukupni prvak skupine Sjever je "Moela" iz Umaga.

## Jug

### Ljestvica
| mj. | klub             | ut. | pob. | ner. | por. | gol+ | gol- | bod     |
| --- | ---------------- | --- | ---- | ---- | ---- | ---- | ---- | ------- |
| 1.  | Polet Snašići    | 18  | 13   | 4    | 1    | 50   | 17   | 43      |
| 2.  | Raša 1938        | 18  | 10   | 4    | 4    | 41   | 15   | 34      |
| 3.  | Arne Peruški     | 18  | 10   | 3    | 5    | 40   | 26   | 33      |
| 4.  | Štinjan Pula     | 18  | 9    | 3    | 6    | 34   | 34   | 29 (-1) |
| 5.  | Barban 2013      | 18  | 7    | 4    | 7    | 17   | 25   | 25      |
| 6.  | Jedinstvo Bale   | 18  | 5    | 7    | 6    | 21   | 23   | 22      |
| 7.  | Marčana          | 18  | 7    | 5    | 6    | 31   | 26   | 20 (-6) |
| 8.  | Cement Koromačno | 18  | 5    | 4    | 9    | 27   | 34   | 19      |
| 9.  | Manjadvorci      | 18  | 4    | 0    | 14   | 22   | 49   | 12      |
| 10. | Pomorac Krnica   | 18  | 2    | 2    | 14   | 13   | 47   | 8       |

### Rezultatska križaljka
| kratica | klub             | ARP | BAR | CEM | JED | MANJ | MAR | POL | POM | RAŠA | ŠTI |
| --- | ---------------- | --- | --- | --- | --- | ---- | --- | --- | --- | ---- | --- |
| ARP | Arne Peruški     |     | 2:0 | 3:1 | 2:2 | 5:1  | 1:2 | 3:2 | 2:0 | 2:2  | 3:1 |
| BAR | Barban 2013      | 1:2 |     | 2:2 | 1:0 | 2:0  | 1:0 | 2:2 | 1:0 | 0:0  | 0:3 |
| CEM | Cement Koromačno | 2:0 | 5:1 |     | 2:2 | 1:0  | 0:3 | 1:5 | 0:0 | 1:2  | 3:0 |
| JED | Jedinstvo Bale   | 2:3 | 1:2 | 2:1 |     | 2:0  | 1:1 | 1:1 | 2:0 | 0:0  | 3:0 |
| MANJ | Manjadvorci      | 1:8 | 0:1 | 3:1 | 0:1 |      | 3:1 | 0:3 | 5:2 | 0:5  | 1:2 |
| MAR | Marčana          | 1:1 | 0:0 | 2:1 | 1:1 | 3:1  |     | 2:3 | 2:2 | 2:1  | 3:1 |
| POL | Polet Snašići    | 2:0 | 4:0 | 6:1 | 3:0 | 3:1  | 2:1 |     | 4:1 | 2:0  | 0:0 |
| POM | Pomorac Krnica   | 1:2 | 0:1 | 0:3 | 3:0 | 1:3  | 1:5 | 0:3 |     | 0:2  | 2:0 |
| RAŠA | Raša 1938        | 2:0 | 1:0 | 1:1 | 2:0 | 6:2  | 2:0 | 2:3 | 4:0 |      | 8:0 |
| ŠTI | Štinjan Pula     | 3:1 | 3:2 | 2:1 | 1:1 | 2:1  | 4:2 | 2:2 | 8:0 | 2:1  |     |
| |                  |     |     |     |     |      |     |     |     |      |     |
| podebljan rezultat - utakmice od 1. do 9. kola (1. utakmica između klubova) rezultat normalne debljine - utakmice od 10. do 18. kola (2. utakmica između klubova) rezultat nakošen - nije vidljiv redoslijed odigravanja međusobnih utakmica iz dostupnih izvora rezultat nakošen i smanjen * - iz dostupnih izvora nije uočljiv domaćin susreta prekrižen rezultat - poništena ili brisana utakmica p - utakmica prekinuta 3:0 p.f. / 0:3 p.f. - rezultat 3:0 bez borbe |                  |     |     |     |     |      |     |     |     |      |     |

 Izvori: 

## Sjever

### Sjever A

#### Ljestvica
| mj. | klub                         | ut. | pob. | ner. | por. | gol+ | gol- | bod     |
| --- | ---------------------------- | --- | ---- | ---- | ---- | ---- | ---- | ------- |
| 1.  | Moela Umag                   | 16  | 15   | 0    | 1    | 76   | 7    | 45      |
| 2.  | Petrovija                    | 16  | 13   | 1    | 2    | 75   | 20   | 40      |
| 3.  | Livade                       | 16  | 11   | 1    | 4    | 48   | 33   | 34      |
| 4.  | Dinamo Sveta Marija na Krasu | 16  | 10   | 1    | 5    | 41   | 23   | 31      |
| 5.  | Marušići                     | 16  | 5    | 3    | 8    | 31   | 47   | 18      |
| 6.  | Savudrija                    | 16  | 6    | 1    | 9    | 20   | 39   | 16 (-3) |
| 7.  | Momjan 1947                  | 16  | 5    | 1    | 10   | 10   | 29   | 13 (-3) |
| 8.  | Grožnjan-Oprtalj             | 16  | 1    | 1    | 14   | 22   | 53   | 4       |
| 9.  | Galeb Juricani               | 16  | 1    | 1    | 14   | 13   | 81   | 4       |

#### Rezultatska križaljka
| kratica | klub                         | DIN | GAL  | GRO | LIV | MAR | MOE  | MOM | PET | SAV |
| --- | ---------------------------- | --- | ---- | --- | --- | --- | ---- | --- | --- | --- |
| DIN | Dinamo Sveta Marija na Krasu |     | 3:1  | 3:2 | 1:2 | 4:1 | 0:4  | 5:0 | 1:1 | 2:1 |
| GAL | Galeb Juricani               | 0:4 |      | 2:2 | 0:3 | 1:5 | 0:12 | 2:0 | 0:9 | 2:3 |
| GRO | Grožnjan-Oprtalj             | 1:2 | 3:1  |     | 2:5 | 3:5 | 0:8  | 3:4 | 1:6 | 0:2 |
| LIV | Livade                       | 2:0 | 7:2  | 1:0 |     | 8:0 | 1:0  | 5:4 | 1:5 | 4:0 |
| MAR | Marušići                     | 1:6 | 5:0  | 3:2 | 3:3 |     | 0:6  | 2:3 | 0:1 | 2:1 |
| MOE | Moela Umag                   | 3:1 | 6:0  | 5:0 | 7:0 | 2:0 |      | 4:2 | 6:2 | 6:1 |
| MOM | Momjan 1947                  | 1:2 | 4:0  | 3:2 | 3:2 | 2:2 | 0:2  |     | 2:7 | 0:3 |
| PET | Petrovija                    | 3:1 | 12:0 | 1:0 | 6:2 | 5:2 | 1:2  | 7:1 |     | 7:1 |
| SAV | Savudrija                    | 0:6 | 3:2  | 2:1 | 0:2 | 0:0 | 0:3  | 3:0 | 0:2 |     |
| |                              |     |      |     |     |     |      |     |     |     |
| podebljan rezultat - utakmice od 1. do 9. kola (1. utakmica između klubova) rezultat normalne debljine - utakmice od 10. do 18. kola (2. utakmica između klubova) rezultat nakošen - nije vidljiv redoslijed odigravanja međusobnih utakmica iz dostupnih izvora rezultat nakošen i smanjen * - iz dostupnih izvora nije uočljiv domaćin susreta prekrižen rezultat - poništena ili brisana utakmica p - utakmica prekinuta 3:0 p.f. / 0:3 p.f. - rezultat 3:0 bez borbe |                              |     |      |     |     |     |      |     |     |     |

 Izvori: 

### Sjever B

#### Ljestvica
| mj. | klub                     | ut. | pob. | ner. | por. | gol+ | gol- | bod |
| --- | ------------------------ | --- | ---- | ---- | ---- | ---- | ---- | --- |
| 1.  | Istra Tar                | 20  | 14   | 2    | 4    | 43   | 23   | 44  |
| 2.  | Vižinada                 | 20  | 10   | 3    | 7    | 40   | 30   | 33  |
| 3.  | Višnjan 1957             | 20  | 9    | 5    | 6    | 49   | 31   | 32  |
| 4.  | Kanfanar                 | 20  | 8    | 6    | 6    | 29   | 24   | 30  |
| 5.  | Sveti Lovreč             | 20  | 8    | 3    | 9    | 38   | 43   | 27  |
| 6.  | Puris Sveti Petar u Šumi | 20  | 8    | 2    | 10   | 38   | 30   | 26  |
| 7.  | Buzet                    | 20  | 6    | 1    | 13   | 29   | 64   | 19  |
| 8.  | Montraker Vrsar          | 14  | 2    | 2    | 10   | 19   | 40   | 8   |

"Montraker" iz Vrsara nije sudjelovao u trećem krugu lige

#### Rezultatska križaljka
| kratica | klub                     | BUZ       | IST      | KAN      | PUR      | SVL      | VIŠ      | VIŽ      | MON |
| --- | ------------------------ | --------- | -------- | -------- | -------- | -------- | -------- | -------- | --- |
| BUZ | Buzet                    |           | 3:0      | 2:0, 1:2 | 0:2, 3:3 | 1:0, 2:4 | 3:0      | 1:2      | 2:0 |
| IST | Istra Tar                | 2:3, 8:0  |          | 1:1      | 1:0, 2:0 | 2:2, 2:1 | 5:1, 3:0 | 1:0      | 3:0 |
| KAN | Kanfanar                 | 5:1       | 1:2, 0:1 |          | 3:1, 0:0 | 2:1, 2:2 | 2:2      | 2:1      | 2:2 |
| PUR | Puris Sveti Petar u Šumi | 5:1       | 0:1      | 0:1      |          | 2:1      | 0:1, 2:3 | 3:2, 0:1 | 3:2 |
| SVL | Sveti Lovreč             | 4:0       | 0:5      | 1:0      | 3:1, 4:3 |          | 1:4      | 5:3, 0:2 | 0:5 |
| VIŠ | Višnjan 1957             | 10:0, 2:1 | 7:0      | 1:1, 0:1 | 0:3      | 5:2, 1:2 |          | 2:0      | 5:0 |
| VIŽ | Vižinada                 | 5:0, 5:3  | 2:0, 1:2 | 1:0, 4:1 | 0:3      | 1:1      | 1:1, 3:3 |          | 3:0 |
| MON | Montraker Vrsar          | 5:2       | 1:2      | 0:3      | 1:7      | 0:4      | 1:1      | 2:3      |     |
| |                          |           |          |          |          |          |          |          |     |
| podebljan rezultat - utakmice od 1. do 7., te od 15. do 21. kola (1. i 3. utakmica između klubova) rezultat normalne debljine - utakmice od 8. do 14. kola (2. utakmica između klubova) rezultat nakošen - nije vidljiv redoslijed odigravanja međusobnih utakmica iz dostupnih izvora rezultat nakošen i smanjen * - iz dostupnih izvora nije uočljiv domaćin susreta prekrižen rezultat - poništena ili brisana utakmica p - utakmica prekinuta 3:0 p.f. / 0:3 p.f. - rezultat 3:0 bez borbe |                          |           |          |          |          |          |          |          |     |

 Izvori: 

### Za prvaka skupine Sjever
| Moela Umag |  | - |  | Istra Tar |  | 5:0, 3:2 |  | [ 6 ] [ 1 ] |

## Poveznice
- 3. ŽNL Istarska
- 2. ŽNL Istarska 2017./18.
- Nogometni savez Županije Istarske  Arhivirana inačica izvorne stranice od 21. srpnja 2017. (Wayback Machine)